# Mean Girls
Mean Girls (bra: Meninas Malvadas; prt: Giras e Terríveis) é um filme canado-americano de 2004 dirigido por Mark Waters e escrito por Tina Fey. A atriz americana Lindsay Lohan é a protagonista e interpreta Cady, uma garota ingênua que retornou à América após ter morado por 12 anos na África e que vai à escola pela primeira vez aos dezesseis anos após receber ensino domiciliar por anos. O elenco é composto por Rachel McAdams, que interpreta a antagonista Regina George, uma bela e cruel garota e líder das "Poderosas", grupo integrado por Gretchen Weiners e Karen Smith — vividas por Lacey Chabert e Amanda Seyfried, respectivamente —, as garotas mais populares do Colégio North Shore. Lizzy Caplan, Jonathan Bennett e Tina Fey completam o elenco principal. O filme foi descrito por especialistas como uma sátira sobre as relações de jovens garotas durante o colegial, que buscam difamar umas às outras premeditadamente.
Tina Fey começou a conceber o filme durante o verão de 2002. Inspirada pelo livro Queen Bees & Wannabes, de Rosalind Wiseman, Fey contatou Lorne Michaels, que, por sua vez, uniu-se a Paramount Pictures para realizar a produção. A Paramount financiou a obra com 17 milhões de dólares e atuou como a distribuidora. A trama foi filmada, em sua maior parte, em Toronto, Canadá, apesar de se passar em Illinois, um estado americano. Mean Girls marcou a estreia de diversos atores no cinema, entre os quais Bennett e Seyfried, e notabilizou-se por alçar à fama McAdams. Lohan foi a primeira atriz requisitada para participar das gravações. Tina assistira ao trabalho da moça em outras produções e não hesitou em convocá-la. Inicialmente, a atriz interpretaria Regina, mas a sua pouca idade fez com que os produtores concedessem-na o papel de Cady. Rachel McAdams, por sua vez, viveria Cady, porém, devido à sua idade e por transmitir uma imagem mais intimidadora, conseguiu o papel de Regina George. Seyfried concorreu ao papel de antagonista, mas os produtores preferiram fazê-la viver Karen, após aperceberem de que a veia cômica da atriz seria demasiadamente útil à personagem.
Lançado na América do Norte em 30 de abril de 2004, Mean Girls foi bem-recebido pelos críticos cinematográficos. Comercialmente, arrecadou mais de 86 milhões de dólares apenas nos Estados Unidos e Canadá, e um total de 129 milhões angariados nas bilheterias em âmbito global. Amplamente aclamado por sua "descrição realista sobre as experiências do colegial", pelas "inteligentes mensagens transmitidas" e por satirizar o comportamento dos jovens, é reconhecido atualmente como um clássico cult e um dos mais influentes do século XXI, notabilizando-se por ter produzido uma das mais célebres vilãs dos anos 2000, Regina George. Mean Girls recebeu o reconhecimento em cerimônias de entregas de prêmios, tendo conquistado os troféus de "Melhor Atriz de Comédia" (Lindsay Lohan), no Teen Choice Award de 2004, e "Melhor Revelação Feminina" (Rachel McAdams) e "Melhor Equipe" (Lohan, McAdams, Chabert e Seyfried) no MTV Movie Award de 2005. O filme rendeu uma sequela, Mean Girls 2, que não obteve o mesmo êxito nem entre os críticos nem comercialmente. Em 2013, foi anunciada a produção de uma versão-musical de Mean Girls, que estreou na Broadway em março de 2018.

## Enredo
Cady Heron (Lindsay Lohan) é uma garota de dezesseis anos, que residia na África e sempre recebeu ensino doméstico. Os seus pais (Ana Gasteyer e Neil Flynn) são um casal de zoólogos pesquisadores, que retornaram aos Estados Unidos após a sua mãe ser requisitada para ensinar em uma universidade e estabelecem-se em Illinois. De volta à América, os pais da garota decidem-na matricular no Colégio North Shore. Pela primeira vez, Cady irá para uma escola. Em seu primeiro dia de aula, a jovem comete uma série de trapalhadas e volta para casa frustrada. No segundo dia, as coisas começam a melhorar. Cady torna-se amiga de Janis Ian (Lizzy Caplan) e Damian (Daniel Franzese) e eles apresentam-lhe um pouco do colégio. É por meio dos dois que a jovem ouve falar sobre As Poderosas, o grupo mais popular da escola liderado pela bela e cruel Regina George (Rachel McAdams), conhecida como "abelha-rainha", e as suas companheiras, a insegura Gretchen Wieners (Lacey Chabert) e a estúpida Karen Smith (Amanda Seyfried). Apesar de ser alertada para evitá-las, Cady acaba por ter uma conversa com elas no refeitório e As Poderosas resolvem convidá-la para integrar o grupo.
Apercebendo-se da possibilidade de Cady infiltrar-se no grupo, Janis convence-a a "espionar" as garotas para descobrir os seus segredos e levá-las à ruína. O objetivo de Janis é vingar-se de Regina, com quem teve desavenças no passado. Inicialmente com receio, Cady acaba por ser conivente com o plano. Após "infiltrar-se" na residência de Regina, ela logo descobre ao que As Poderosas chamam "Burn Book", um livro no qual elas escrevem boatos, difamações, segredos e fofocas maldosas sobre outras meninas e alguns professores. Apesar desta descoberta, Cady decide renunciar ao esquema de Janis por razões éticas. Antes disso, porém, a garota apaixona-se pelo ex-namorado de Regina, Aaron Samuels (Jonathan Bennett). Regina, após descobrir isto, aproxima-se de Cady, tencionando magoá-la, e reata o namoro com o rapaz. Enfurecida com a garota, Cady compromete-se com o plano de Janis, que organiza três etapas para pôr fim ao "reinado" de Regina no colégio: fazer com que ela e Aarom se separem, fazê-la ganhar peso para prejudicar a sua aparência e acabar com seu exército de galinhas (Gretchen e Karen) .
As primeiras tentativas resultam em fracasso, mas em pouco tempo o plano funciona. Cady convence Regina a ingerir barras nutritivas, sob a alegação de que servem para perder peso, quando na verdade elas têm função oposta. Posteriormente, todas as etapas do plano são concretizadas. Com o tempo, porém, ela refaz-se, involuntariamente, à imagem de Regina e acaba por se afastar de Janis, Damian e Aaron. Não tarda, contudo, a Regina descobrir o plano de Cady. Como forma de revide, ela espalha o conteúdo do "Burn Book" por toda a escola, incitando violenta discussão entre as garotas. Para evitar suspeitas, ela difama a si própria no livro, a fim de responsabilizar Cady, Gretchen, e Karen, as únicas garotas não mencionadas ali. O diretor Duvall (Tim Meadows) aparta a discussão, enviando todas as meninas ao ginásio. A professora Srª. Norbury (Tina Fey), a quem o "Burn Book" chama "uma traficante de drogas", realiza uma "sessão de terapia de grupo" com as garotas e fazem-nas desculparem-se umas às outras. Ao chegar a sua vez, Janis confessa seu plano para destruir Regina com a ajuda de Cady e zomba abertamente de Regina com o apoio de toda a escola. Perseguida por Cady, Regina é atropelada por um ônibus escolar, fraturando sua coluna vertebral. Sem amigos, evitada por Aaron e tendo desentendimentos com a família, Cady assume total responsabilidade pelo "Burn Book", especialmente porque as falsas acusações sobre a Srª. Norbury — de sua autoria — envolveram a polícia. Depois de fazer as pazes com Regina, a culpa de Cady logo se dissolve e ela retorna à sua antiga personalidade.
Como parte de sua punição por ter mentido, a Srt.ª Norbury faz Cady unir-se aos Matletas em um campeonato estadual de Matemática. Lá, ela reflete acerca de sua atitude e da atitude das demais garotas que buscam difamar as outras, e percebe que tal comportamento não as faz sentirem-se melhor consigo mesmas. Cady vence a competição e, ao retornar ao colégio, onde está a ser realizado o Baile da Primavera, é eleita "Rainha da Primavera", mas declara que todos os seus colegas são vencedores e quebra a coroa em pedaços, repartindo-a com outras garotas e as demais candidatas ao título. Após isso, ela faz as pazes com Janis e Damian, reconcilia-se com Aaron, e afasta-se d'As Poderosas, que se separam. Regina integra a equipe de lacrosse do colégio, onde pode canalizar a sua ira; Karen torna-se repórter do tempo com a ajuda de seu "quinto sentido"; Gretchen une-se a um outro grupo no colégio. Tem início um novo ano letivo, e Cady reúne-se com Janis, Damian e Keven em frente ao colégio, onde avista Regina, que a cumprimenta, e As Poderosas Júnior, que a encaram, e ela imagina-as a serem atropeladas por um ônibus.

## Elenco
Segue-se abaixo a lista com o elenco de Mean Girls, de acordo com o site TV Guide.
- Lindsay Lohan interpreta Cady Heron: Narradora e protagonista da trama, Cady é uma garota ingênua que, de volta à América após doze anos a viver em África, irá descobrir que o comportamento social dos adolescentes não é tão diferente do comportamento dos animais que avistara nas florestas africanas. Ao juntar-se às populares Plastics, Cady assistirá aos seus valores serem postos à prova como jamais foram.[17] No Brasil com a voz de Flávia Saddy.[18]
- Rachel McAdams interpreta Regina George: Antagonista, Regina é a "abelha-rainha" do Colégio North Shore e líder d'As Poderosas. Como a garota mais popular da escola, ela é admirada e odiada por todos simultaneamente. É fria e calculista, sempre à espera de uma oportunidade para empreender as suas maldades e espalhar boatos para manchar a reputação alheia.[7][17] No Brasil com a voz de Geisy Almeida.[18]
- Lacey Chabert' interpreta Gretchen Wieners: Braço-direito de Regina,[17] Gretchen é uma garota insegura, que busca agradar à "abelha-rainha" a qualquer custo. É a fofoqueira do colégio; sabe os segredos de todos, sobretudo os de Regina.[17][19] No Brasil com a voz de Carol Crespo.[18]
- Amanda Seyfried interpreta Karen Smith: É uma das integrantes d'As Poderosas. Bela, porém estúpida, Karen é uma garota cômica.[17] No Brasil com a voz de Izabella Bicalho.[18]
- Lizzy Caplan interpreta Janis Ian: Janis é uma embirrada jovem com estilo punk. Ex-melhor amiga de Regina, Janis alimenta ódio imenso contra a garota, que a difamou para todo o colégio anos antes. É de autoria de Janis o plano de levar As Poderosas à ruína.[17] No Brasil com a voz de Guilene Conte.[18]
- Jonathan Bennett interpreta Aaron Samuels: Interesse amoroso de Cady, Aaron é um veterano, ex-namorado de Regina. O rapaz é a razão pela qual Cady resolve trazer Regina abaixo no colégio, após esta reatar o romance com ele apenas para magoar Cady.[9][10]
- Daniel Franzese interpreta Damian Leigh: É o melhor amigo de Janis e ajuda-a em seu plano para destruir As Poderosas.[17] No Brasil com a voz de Paulo Vignolo.[18]
- Tina Fey interpreta Srt.ª Sharon Norbury: É a professora de Matemática. Divorciada, tem diversos empregos.[11][20]
- Tim Meadows interpreta Ron Duvall: Diretor do Colégio North Shore, é apaixonado pela Srt.ª Norbury.[11]
- Amy Poehler interpreta Sr.ª June George: A mãe inconsequente de Regina. Extremamente permissiva, apenas está interessada em parecer jovem.[20]
- Ana Gasteyer interpreta Sr.ª Heron: Mãe de Cady. Zoóloga pesquisadora, é convocada a ministrar aulas em uma universidade americana e, por conseguinte, retorna da África aos Estados Unidos com a família.[9][11]
- Neil Flynn interpreta Sr. Heron: Pai de Cady. Também é zoólogo pesquisador.[9]
- Daniel DeSanto interpreta Jason: Um rapaz fútil e interesse amoroso de Gretchen Wieners.[11][21]
- Rajiv Surendra interpreta Kevin Gnapoor: Um nerd, integrante dos Matletas, que se descreve como "entusiasta por Matemática e rapper radical".[22]
- Diego Klattenhoff interpreta Shane Oman: Interesse amoroso de Regina George. É com Shane que a moça trai Aaron às quintas-feiras. Os dois assumem o romance publicamente após Aaron romper com Regina.[11][23]

## Produção

### Desenvolvimento e filmagens

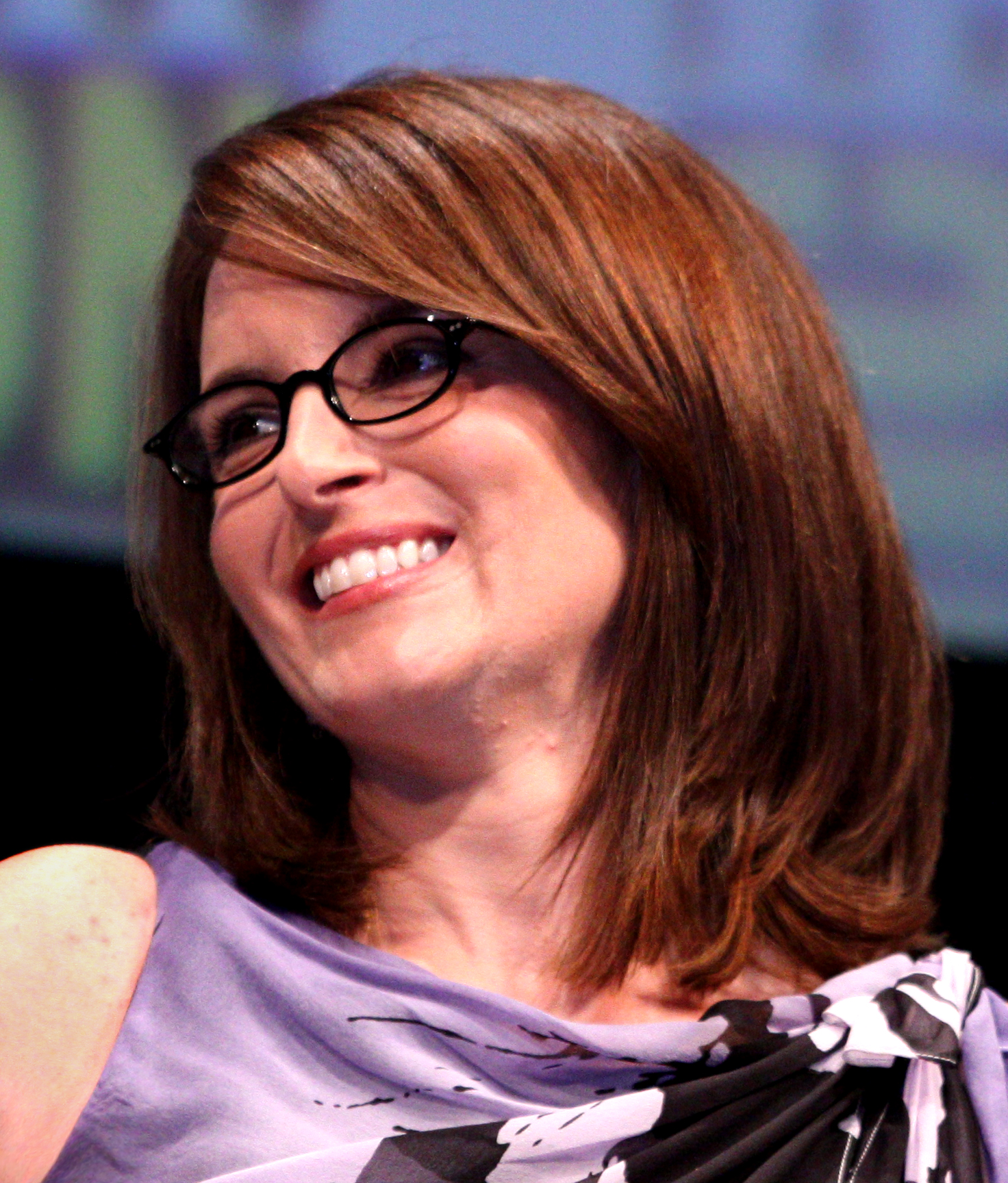
Tina Fey, roteirista e intérprete de Srt.ª Sharon Norbury.

A roteirista americana Tina Fey inspirou-se pela leitura do livro não-ficcional Queen Bees & Wannabes (2002), de Rosalind Wiseman, no qual Wiseman analisa as "funções" de garotas identificadas por diversos títulos ("abelha-rainha", "aliadas", "bajuladoras" e "fofoqueiras") e divididas em "grupos" e "fronteiras" culturais e sociais, mas que costumam chamar umas às outras "vagabundas". Após concluir a leitura da obra, Fey decidiu transformá-la em filme. "Eu realmente considerei aquilo engraçado, porque o que as garotas fazem e o modo como o fazem para atingir as outras são muito engenhosos", relatou ela em uma entrevista concedida à MTV. A moça revelou a Lorne Michaels, produtor do programa televisivo Saturday Night Live, tencionar adaptar a sua história a um filme, visando à abordagem da "agressão" presente nas relações entre garotas, e Michaels, por sua vez, aliou-se à produtora Paramount Pictures, que adquiriu os direitos autorais do livro. Do elenco do Saturday Night Live, foram também convocados Ana Gasteyer, Amy Poehler e Tim Meadows, apesar de executivos da Paramount estarem relutantes quanto à inclusão de pessoas vinculadas ao programa no filme, tendo em vista a sua reputação negativa em filmes. Waters teve de convencê-los a incluí-los na produção, o que aconteceu.
O livro, naturalmente, não tem personagens, pelo que a elaboração das mesmas foi responsabilidade de Fey. Um primeiro rascunho da obra foi escrito por Tina durante o verão americano de 2002, época esta em que o Satuday Night Live não é exibido e a roteirista aproveitou a sua folga para elaborar a trama. Fey utilizou as suas recordações do colegial para criar o enredo da obra. Pensa-se, por exemplo, que a personagem Srt.ª Sharon Norbury, que a própria Fey interpreta, foi inspirada por uma de suas professoras. Transformar a personagem Cady em filha de zoólogos viajantes, no entanto, foi ideia de um executivo da Paramount, que considerava "assustador" um americano residir nos Estados Unidos e receber educação domiciliar. Isto contribuiu para o enrendo do filme, pois possibilitou à personagem comparar as relações socais dos jovens com as relações dos animais entre si. Mean Girls intitular-se-ia Homeschooled ("Ensino doméstico", literalmente), em clara alusão à personagem Cady, mas foi posteriormente alterado. A coreografia das personagens apresentadas em um concurso de talentos no colégio foi realizada por Donna Feore, enquanto a canção rap apresentada por Kevin (Rajiv Surendra) no mesmo concurso foi escrita por Poehler.
As gravações iniciaram-se em meados 2003. Apesar de a trama se passar em Evanston, Illinois, a maior parte das gravações ocorreu em Toronto, Canadá. A mansão em que Regina reside, por exemplo, localiza-se em Chicago na trama, mas, na verdade, é um imóvel do Bridle Path, em Toronto. As cenas das garotas em frente ao colégio foram registradas no Etobicoke Collegiate Institute, em Etobicoke, uma vez mais no Canadá. O interior, por sua vez, pertence ao Colégio Montclair, em Nova Jersey, Estados Unidos. Outra cena gravada em território canadense foi a competição da qual Cady participa (realizado no auditório da Universidade de Toronto).

### Escolha do elenco
Originalmente, a atriz americana Lindsay Lohan foi requisitada para interpretar Regina George, uma patricinha cruel, mas Michaels e Waters convenceram Fey a fazer Lohan viver Cady, a protagonista — uma boa e ingênua garota. Apesar de preferir Regina a Cady, a atriz aceitou a escolha dos dois. Por sua vez, Rachel McAdams foi, inicialmente, requisitada para viver Cady, porém, devido à sua idade — 24 anos, à época — os diretores cogitaram a possibilidade de ela viver Regina, pois transmitiria uma imagem mais intimidadora — necessária à personagem. As audições de Lohan e McAdams foram, porém, as responsáveis por definir as personagens de cada uma. Enquanto McAdams transmitiu uma imagem mais ameaçadora, como relatado anteriormente, Lohan mostrou-se tímida diante da atriz e isto, combinado à sua idade — 17 anos, à época —, culminou com a inversão dos papéis.
Outro fato que influenciou a escolha dos produtores para Lohan interpretar Cady foi a sua atuação em Freaky Friday (2003). Nesta obra, a atriz interpreta, primeiramente, uma adolescente; posteriormente, a sua mãe; e, mais tarde, torna a interpretar a jovem. "Precisávamos de uma atriz que interpretasse uma jovem completamente ingênua [...] antes de ir até à outra extremidade e tornar-se uma verdadeira vilã [...] e que, posteriormente, esforçar-se-ia para voltar a ser como antes", revelou Fey.
No entanto, antes de McAdams adquirir a personagem Regina, pensou-se em Amanda Seyfried para viver a cruel garota. No entanto, Seyfried mostrou-se menos intimidadora que McAdams durante os testes, embora se tenha saído mais "assustadora", pelo que Michaels preferiu conceder-lhe a personagem Karen, uma tola garota. Além disso, Waters percebeu uma veia cômica em Seyfried, demasiadamente útil à personagem Karen. James Franco foi, previamente, cogitado para interpretar Aaron Samuels, que acabou por ser vivido por Jonathan Bennett. As demais personagens foram preenchidas por Lizzy Caplan como a embirrada Janis Ian, por Daniel Franzese como Damian Leigh, por Lacey Chabert como a desengonçada Gretchen Wieners, por Amy Poehler como a mãe inconsequente de Regina, por Tim Meadows como Diretor Duvall, e por Diego Klattenhoff como Shane Oman.

### Música
O compositor britânico Rolfe Kent inspirou-se fortemente nos ritmos tribais africanos para compor as músicas utilizadas no filme, tendo realizado todas com instrumentos de percussão e cordas. O resultado são 22 minutos de música. Na produção, foram utilizadas ainda diversas canções previamente lançadas por artistas, entre as quais: "Dancing with Myself", de The Donnas, "God Is a DJ", de Pink, "Milkshake", de Kelis, "Sorry (Don't Ask Me)", de All Too Much, "Built This Way", de Samantha Ronson, "Rip Her to Shreds", de BoomKat, "Overdrive", de Katy Rose, "One Way or Another", de Blondie, "Operate", de Peaches, "Misty Canyon", de Anjali, "Mean Gurl", de Gina & Gabriel Rene, "Hated", de Nikki Cleary, e "Psyche Rock", de Pierre Henry. Essas canções foram reunidas em um CD intitulado Mean Girls: Music from the Motion Picture, que foi lançado em 21 de setembro de 2004 e produzido por Lorne Michaels em conjunto com Mark Waters, Kellin Manning, Gabriel Rene, Katreese Barnes, Martin Pradler e Ralph Sall. No CD, foi também incluído a canção rap apresentada pelo personagem Kevin (Rajiv Surenda) no show de talentos do Colégio North Shore. O registro estreou em 26.º lugar na tabela musical Billboard Independent Albums, nos Estados Unidos, e alcançou como melhor posição a 24.ª colocação, em 23 de outubro de 2004.

## Temas

Um dos temas abordados em Mean Girls é a sexualização de garotas, inclusive no Dia das Bruxas, pelo que a fantasia utilizada por Regina George simboliza perfeitamente esse comportamento.

Mean Girls explorou a relação social entre jovens, sobretudo das garotas. Aborda-se na produção diversos comportamentos característicos dos adolescentes uns com os outros, entre os quais a segregação cultural entre "grupos" — trazida à tona pela personagem Janis Ian no refeitório —, as hierarquias sociais informais estabelecidas por eles na escola, a insegurança para com a aparência e o êxito pessoal, a influência exercida pelo vestuário do indivíduo sobre a sua imagem pública — revelada por uma série de regras estabelecidas pel'As Plastics que devem ser obedecidas por aqueles que pertencem ao grupo —, as tolices feitas pelos adolescentes para impressionar aqueles de quem eles gostam, a fúria despertada pela traição de um amigo, e os delitos cometidos pelas garotas umas com as outras. O último citado é, porém, um dos temas centrais do filme. Por exemplo, a maneira como uma garota elogia outra e, imediatamente após esta ausentar-se, aquela faz um comentário negativo a seu respeito, visando difamá-la, bem como a forma como elas tendem a encontrar falhas físicas e de caráter em outras garotas, revela uma competitividade indireta premeditada (cujas principais formas de agressão são a verbal, emocional e psicológica, e não a física) existente entre as mulheres, que é explanada na produção. Numa das cenas, Regina elogia a saia de uma garota, dizendo, em seguida, após a moça afastar-se: "É a saia mais horripilante que eu já vi". Como observou a roteirista Tina Fey: "Muitas vezes, nós garotas somos nossos piores inimigos".
A busca por aceitação social a qualquer custo é também um dos temas do filme. É o que se verifica, por exemplo, quando Gretchen prefere ser mal tratada por Regina, mas continua a ser a sua amiga, a ser excluída. Tamanho é o seu desespero por aceitação que a moça nem sequer demonstra ter identidade própria. A crescente sexualização precoce das crianças é também abordada. Em certo momento, vê-se a irmã mais nova de Regina a assistir ao vídeo musical de "Milkshake", de Kelis, e a imitar coreografias sensuais. A sexualização de garotas volta a ser tema em outra cena da produção. Sobre as fantasias utilizadas por garotas em festas de Dia das Bruxas, a personagem Cady relata: "O Dia das Bruxas é a única noite do ano em que uma garota se pode vestir tal qual uma vadia e ninguém pode falar qualquer coisa a seu respeito". Katy Winter, do periódico britânico Daily Mail, afirmou, em outubro de 2014, que esse trecho "sintetiza perfeitamente o comportamento de muitos jovens em relação ao Dia das Bruxas", prosseguindo: "Ao longo das últimas décadas, [as fantasias] tornaram-se cada vez mais sexualizadas, sobretudo as das garotas".
Mean Girls exibe também a influência que o meio exerce sobre o comportamento dos jovens. Isto é refletido, particularmente, por Regina George. Como observou Allie Funk, da revista Bustle, por trás de sua "incrível e luxuosa vida", há uma família desestruturada, cujos pais, excessivamente permissivos, enfrentam uma crise em sua relação. Em certo momento do filme, Gretchen Wieners revela a Cady que os pais de Regina não dormem juntos, apesar de viverem um com o outro. Em outra cena do filme, é revelado que a principal razão da popularidade da garota no colégio são atributos excessivamente superficiais, tais quais um veículo automobilístico e aparência e corpo belos. Não é à toa que, para pôr fim à popularidade de Regina, Cady e Janis fazem-na engordar. Após o seu ganho de peso, Regina é insultada em diversas cenas. Isto reflete a pressão social exercida sobre as meninas em relação às suas imagens, o que resulta em graves transtornos psicológicos. Uma das cenas exibe Regina George, Gretchen Wieners e Karen Smith a terem um crise de transtorno dismórfico corporal em frente ao espelho. O filme traz também reflexões acerca do bullying e do paradigma vítima/agressor. Nas palavras de Allison Berry, da revista Time, "Todos [em Mean Girls] executam uma função e contribuem para um ciclo infindável de bullying e intimidação. Quando Cady sucumbe à mesquinhez e à vaidade características d'As Plastics, o filme mostra-nos quão intoxicante a popularidade consegue ser e quão fácil é passar de vítima a agressor, e vice-versa".

## Distribuição

### Lançamento
Mean Girls estreou em 19 de abril de 2004 no Cinerama Dome Theater, em Los Angeles, Califórnia. No dia 30 do mesmo mês, estreou oficialmente nos cinemas americanos, em 3 159 salas de 2 839 cinemas. O lançamento da obra foi considerado por Ellie Woodward, do site BuzzFeed, o "ponto alto" dos anos 2000. O filme foi posteriormente lançado em outras 61 nações. A sua primeira exibição em um cinema fora da América do Norte foi realizada em Portugal, onde a obra estreou em 25 salas de cinemas sob o título Giras e Terríveis, em 17 de junho de 2004. No dia seguinte, a trama foi lançada no Reino Unido, Irlanda e Islândia. Em 24 do mesmo mês, estreou na Austrália, Croácia, Israel e Nova Zelândia, e, um dia mais tarde, foi exibido pela primeira vez no México, onde foi intitulado Chicas pesadas. Na Ásia, a sua primeira exibição ocorreu em 7 de julho, nos cinemas de Filipinas, enquanto foi estreado em Malásia, Singapura e Tailândia no dia seguinte. Na América do Sul, o primeiro país a exibir a produção nos cinemas foi o Brasil, no dia 9 daquele mês. Em território brasileiro, a obra foi intitulada Meninas Malvadas. Na América Central e em Grandes Antilhas, estreou no dia 16, uma vez mais sob o título Chicas pesadas, ao passo que no Chile foi lançado em 19 de agosto, tendo recebido o mesmo título. Na Alemanha, foi nomeado Girls Club - Vorsicht bissig! e estreou em 26 do mesmo mês. Em 3 de setembro, estreou em Espanha, tendo sido intitulado Chicas malas, ao passo que foi chamado Lolita malgré moi em França, onde estreou apenas em 26 de janeiro de 2005.
Nos Estados Unidos, Mean Girls recebeu da Motion Picture Association of America (MPAA) uma classificação PG-13, embora a organização tenha cogitado conceder à obra uma classificação R. Isto porque alguns trechos do filme utilizam linguagem considerada inapropriada, pois citam órgãos genitais — vagina, nomeadamente —, e fazem referência à relação sexual. O diretor Mark Waters recorreu à MPAA para que reavaliasse o obra, alegando não haver qualquer contexto sexual ali que justificasse tal classificação. Por fim, a organização concordou. O portal Common Sense Media discordou da classificação concedida pela MPAA à obra, recomendando-a apenas para maiores de catorze anos. Por outro lado, pais usuários do site recomendaram-na para maiores de treze anos; as crianças recomendaram-na para maiores de doze anos. No Brasil, em seu lançamento para os cinemas, o filme foi classificado como "impróprio para menores de doze anos", de acordo com o Departamento de Justiça, Classificação, Títulos e Qualificação (DEJUS). Por outro lado, em sua exibição nas redes televisivas, Mean Girls recebeu uma tarja de "livre para todos os públicos", sofrendo edições e cortes, e em seu lançamento em DVD, "imprópria para menores de doze anos" uma vez mais. Tais classificações foram atribuídas à presença de "violência leve" na produção. Em 2025, a obra passou por reclassificação em território brasileiro, passando a ser considerada "não recomendada para menores de catorze anos", por "conteúdo sexual, drogas lícitas e violência". A nova análise aconteceu devido à denúncia de um cidadão, que citou "a existência de conteúdos inconsistentes com a classificação outrora atribuída". Em Portugal, a organização de Inspeção-Geral das Atividades Culturais atribuiu uma classificação M/12. Assim, foi recomendado para maiores de doze anos.

### Formato doméstico
Mean Girls foi lançado em formatos VHS, DVD e VOD no dia 21 de setembro de 2004, nos Estados Unidos e Canadá. O lançamento em DVD inclui comentários do diretor Mark Waters, da roteirista Tina Fey e do produtor Lorne Michaels, três vídeos extras, cenas inéditas e o trailer oficial. O filme apenas foi disponibilizado em ambos os formatos no Reino Unido em 18 de outubro. No México, a sua distribuição em edição doméstica iniciou-se em 12 de novembro. Já em Espanha, começou em 7 de dezembro. No Brasil, foi comercializado em formato DVD a partir de 1.º de fevereiro de 2005 e, em França, foi disponibilizado como tal em 25 de agosto. Em 14 de abril de 2009, o filme foi editado em formato blu-ray em território americano, com legendas em espanhol, francês, inglês e português. Foi editado em pacote duplo junto à sequela Mean Girls 2 no Reino Unido em 7 de maio de 2012.

## Repercussão

### Crítica profissional
| Críticas profissionais | Críticas profissionais |
| Pontuações agregadas   | Pontuações agregadas   |
| Fonte                  | Avaliação              |
| ---------------------- | ---------------------- |
| Metacritic             | (77/100)               |
| Avaliações da crítica  |                        |
| Fonte                  | Avaliação              |
| Roger Ebert            | [ 80 ]                 |
| The Stranger           | (Positiva)             |
| The New York Times     | (Positiva)             |
| Rolling Stone          | [ 82 ]                 |
| The A.V. Club          | (Positiva)             |
| Entertainment Weekly   | (B)                    |
| USA Today              | [ 85 ]                 |
| The Boston Globe       | [ 86 ]                 |
| New York Post          | (Mista)                |
| New York Daily News    | [ 86 ]                 |

Mean Girls foi, inicialmente, recebido com divergências entre os críticos cinematográficos, embora seja amplamente aclamado nos dias atuais. No agregador de resenhas Rotten Tomatoes, o filme recebeu 84% de aprovação baseado em 176 análises recolhidas, e foi descrito como: "Divertido e mais bem escrito que a maior parte dos filmes de comédia adolescente". O Metacritic atribuiu à obra 66 pontos de 100 após avaliar 39 resenhas, o que indica "análises geralmente favoráveis". Emily Hall, do periódico The Stranger, descreveu a obra como "muito boa", escrevendo: "Quando pensas em todas essas parvoíces que estão a ser lançadas para adolescentes, em como os jovens vivem e interagem entre si e em que Hollywood pensa que os atrai [...], Mean Girls se sobressai. É divertido, animado e engraçado, com diversas personagens que mais parecem reais que falsas". Emily prosseguiu a descrevê-lo como "um híbrido felizmente desequilibrado de comédias jovem e adulta, e ensinamentos".
O crítico americano Roger Ebert premiou-o com quatro estrelas de cinco permitidas, afirmando: "Em meio a um cenário desolador de filmes para adolescentes, Mean Girls é inteligente e engraçado. Até contém alguma sabedoria, embora eu hesite em mencionar isto para não afastar o seu público-alvo [...] O filme faz uma análise profunda, com riqueza de detalhes e observações sobre a sociedade existente no colegial, mostrando-se surpreendentemente bem-informado. O roteiro [...] é uma narrativa cômica e sociológica [...] e utiliza a comédia como um instrumento de aprendizagem". Ebert prezou a produção por evitar os clichês presentes em filmes do gênero e finalizou: "Será que os jovens adolescentes seguirão o exemplo de Mean Girls determinados a romper com a preservação de 'clãs', fofocas ou o reino dos populares? Certamente não [...] Mas eles podem considerar interessante a ideia de os nerds serem mais divertidos que as 'abelhas-rainhas', que os professores têm sentimentos e que é mais gratificante sermos nós mesmos que sermos outros".
Elvis Mitchell, do periódico americano The New York Times, alcunhou a obra "uma comédia ácida e em sua maior parte encantadora" e o elenco "talentoso e animado". Mitchell prosseguiu: "Não consegues deixar de impressionar-te a cada cena de Mean Girls; é como um grupo de quadros vinculados por um tema, com alguns mais bem realizados que outros". Peter Travers, da Rolling Stone, descreveu-o como "uma fusão de Clueless e Heathers", ao passo que Mike Clark, do USA Today, descreveu-o como "tendo o mesmo tom fantasticamente certeiro de Clueless, porém, sem a sua doçura" e afirmou ser Mean Girls o melhor filme produzido por Lorne Michaels desde Wayne's World, em 1992. No New York Daily News, Elizabeth Weitzman concedeu ao filme três estrelas de cinco e considerou-o "demasiadamente superficial para vir a tornar-se o Clueless ou o Heathers de sua geração". Weitzman afirmou que Lohan não exprime a "vulnerabilidade necessária" ao filme e que os dotes de Fey são mais úteis a piadas que a uma trama, mas finalizou: "Ainda assim, o roteiro mordaz de Fey e a hábil direção de Mark Waters [...] conseguem fazer-nos rir". Wesley Morris, do Boston Globe, descreveu-o como "uma jarra de Kool-Aid com gotas de ácido" e "sempre divertido e maioritariamente inteligente", atribuindo-lhe quatro estrelas entre cinco. Lisa Schwarzbaum, do Entertainment Weekly, percebeu semelhanças entre Mean Girls e Heathers e chamou-o "uma narrativa ácida com sabor de Splenda", finalizando: "O filme é repleto de mensagens positivas [...], as quais podem ser mais apreciadas por pais ou por um público adulto que pelo público-alvo". Lou Lumenick, do New York Post, foi mais negativo em relação à obra e descreveu-a como "uma mistura diluída das cenas de Heathers, Clueless e Sixteen Candles e diversos outros filmes para adolescentes". Embora a tenha elogiado por suas "cenas bastante divertidas e trechos sarcásticos", afirmou que a maior parte da trama "mais parece diversos esboços conectados desorganizadamente e repletos de estereótipos". Inês Sampaio, do site português Mundo do Cinema, condecorou o longa com quatro estrelas e meias de cinco, elogiando as personagens "tão bem retratadas" e o elenco adulto "brilhante [... e] fenomenal", que acrescentou "gargalhadas e uma sensibilidade marcante ao filme". Sampaio prosseguiu:
"Tina Fey é uma argumentista fabulosa. Pegou em um livro de orientação para pais sobre as filhas e tornou-o em uma história de tremenda inteligência e acutilância sociológica que captura na perfeição a falsidade, as facadas e a mentalidade da 'lei do mais forte' que pauta a vida social escolar das adolescentes. As jovens que habitam este filme são caricaturas claramente exageradas mas muito verdadeiras das populares e das renegadas, das Queen Bees e das 'outras', um mundo grotescamente superficial e de uma barbaridade perturbadora [...] Em suma, um filme extremamente divertido que vive do argumento arrojado de Fey e da realização deliciosa de Waters, dos quais uma interpretação entusiasmante de Lohan (e de todo o elenco secundário) tira o melhor, redundando em uma sátira certeira e maliciosamente inteligente da vida social adolescente".
Efrain B., da emissora televisiva Australian Broadcasting Corporation, premiou o filme com três estrelas de cinco e nomeou-o: "Hilariante [...], provocante, inteligente [...], e totalmente divertido". No site ABC Radio, David Stratton escreveu: "Um dos perigos desse trabalho [ser crítico cinematográfico] é ter de assistir às comédias adolescentes de Hollywood. Geralmente, elas são horríveis, mas Mean Girls se encontra em outro patamar. Não é Citizen Kane, mas é verdadeiramente divertido e parece-me descrever com precisão os hábitos e obsessões dos jovens". Cynthia Fuchs, do PopMatters, chamou-o "verdadeiramente excelente". Kirk Honeycutt, da revista The Hollywood Reporter, descreveu-o como: "Uma comédia irônica e em alguns momentos até comovente, na qual as risadas às vezes nascem de situações incômodas". Honeycutt elogiou-o por conseguir a "notável façanha" de evitar que as personagens virem estereótipo e se reduzam a caricaturas. Apesar de ter considerado o ápice da narrativa "forçado" e a transmissão da mensagem "sem sutileza", concluiu: "O filme consegue manter o registro cômico e nunca perde o realismo". O crítico brasileiro Pablo Villaça, do portal Cinema em Cena, concedeu a Mean Girls quatro estrelas de cinco permitidas, escrevendo: "À primeira vista, Meninas Malvadas pode ser confundido com uma daquelas comédias adolescentes corriqueiras, que procuram fazer humor fácil através da utilização de estereótipos [...] Aos poucos, porém, o filme revela uma inteligência insuspeitada, e percebemos, então, que todas aquelas figuras estão satirizando os estereótipos — uma tarefa dificílima que o longa realiza com brilhantismo". Villaça prosseguiu a elogiar o roteiro por desenvolver "as situações de forma inteligente e engraçada, provocando o riso não só através de diálogos inspirados [...], mas também de gags visuais que, além de hilárias, funcionam como uma crítica ácida ao fútil universo de uma sociedade consumista e alienada". Para finalizar, o autor proferiu: "Mesmo sem conseguir escapar dos inevitáveis clichês do gênero, que sempre apostam na união de todos, Meninas Malvadas surpreende o espectador [...]".
Marcelo Hessel, do portal brasileiro Omelete, premiou Mean Girls com três estrelas entre cinco, destacando o fato de o filme propor "uma visão sarcástica das futilidades colegiais" e direcionar-se "justamente para essa massa adolescente que evita ser provocada, evita pensar além dos clichês". Hessel afirmou que a obra, tal qual Clueless, é uma comédia que "esboça acidez, mas termina consagrando as habituais fórmulas de finais felizes" e lamentou o fato de ela ceder ao "padrão teen" para "salvar os personagens". Marcelo prosseguiu: "Aquilo que poderia ser bem mais corrosivo fica somente no anedótico. Uma pena, pois Tina Fey prova que tem muito mais fôlego criativo do que os seus pares de SNL que migraram ao cinema, como Rob Schneider e Adam Sandler", e finalizou: "Claro que o filme não deixa de ser engraçado. Se você se satisfaz com mais uma rainha-do-baile, mais um amor que dá certo no final, fique tranquilo [...]". Karen Karbo, do periódico americano The Oregonian, chamou à produção "ousada e provocante", proferindo: "Apesar de a trama ser previsível e tornar-se pouco credível ao fim, Mean Girls é repleto de reflexões suficientemente fortes sobre os hábitos dos jovens para fazer-nos rir e franzir o cenho em igual medida". David Edelstein, da revista Slate, alcunhou-a "um híbrido engraçado e bem-humorado de psicologia popular e sátira".

### Bilheteria

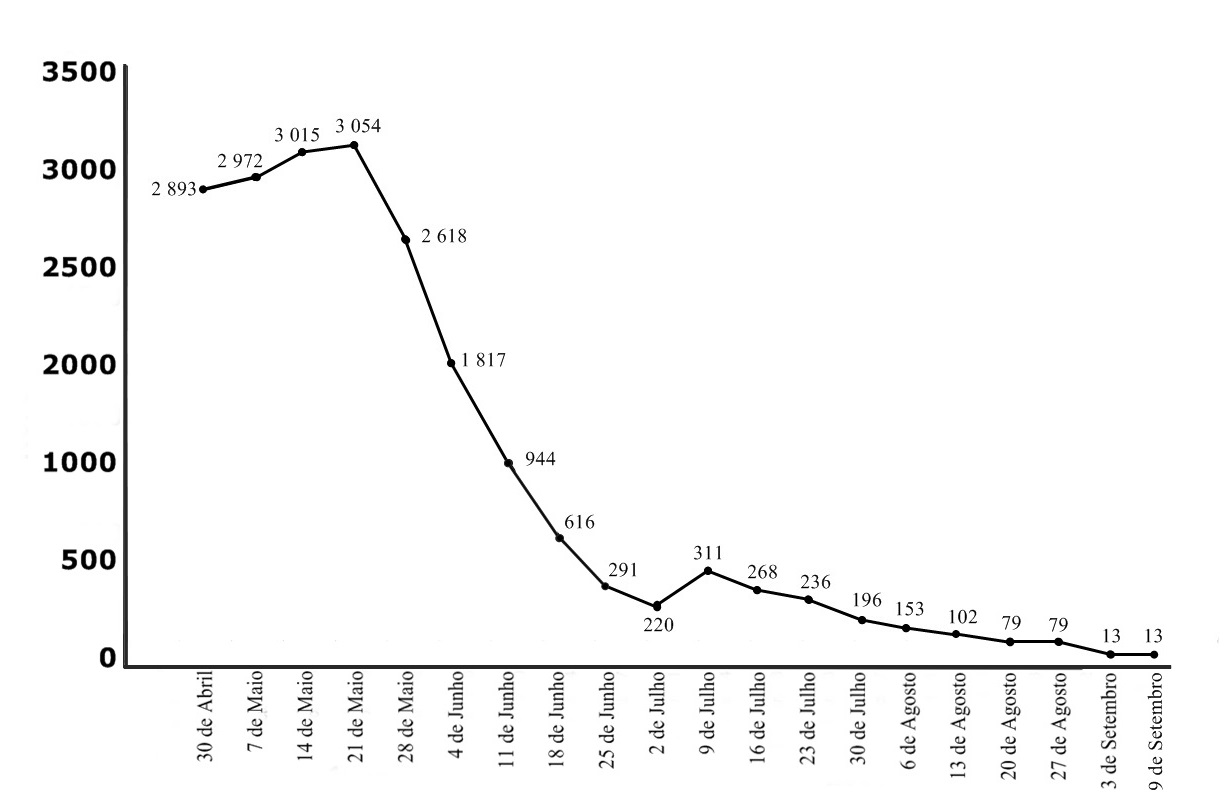
Gráfico a exibir o número de cinemas em que Mean Girls foi exibido na América do Norte entre 30 de abril e 9 de setembro de 2004.

Mean Girls foi um êxito com o público americano, tendo sido o filme mais assistido do dia 30 de abril, com 8 571 562 dólares arrecadados em 2 839 cinemas. No dia seguinte, permaneceu em primeiro lugar, arrecadando 10 160 404 dólares — um aumento de 19%. Em 2 de maio, o filme permaneceu na liderança, apesar de ter apresentado um declínio de 44% em sua bilheteria, que registrou apenas 5 700 229 dólares. Consequentemente, foi o filme que mais arrecadou nos cinemas americanos no final de semana, um total de 24 432 195 dólares. Pesquisas com o público realizadas pela Paramount registraram que 75% dos espectadores eram do sexo feminino e 50% tinham idade inferior a dezoito anos; 90% dos espectadores avaliaram a obra como "muita boa" ou "excelente". Mean Girls continuou a liderar o ranking dos mais vistos ao longo da semana, apesar de sua bilheteria persistir em regredir, voltando a apresentar acréscimos em 7 de maio, uma sexta-feira, após registrar 4 704 718 dólares adquiridos — 493% a mais em relação ao dia anterior — e ser exibido em 2 972 cinemas, mas perdeu o primeiro lugar para Van Helsing. A obra encerrou o seu segundo fim de semana com outros 13 676 552 dólares arrecadados, tornando-se a segunda mais assistida entre 7 e 9 de maio, atrás apenas de Van Helsing. O filme manteve-se na vice-liderança até ao dia 13 e, entre os dias 14 e 16 de maio, o seu terceiro fim de semana, registrou mais 10 182 766 arrecadados nas bilheterias de 3 015 cinemas, garantido para si o terceiro lugar no ranking dos mais assistidos. Nos dois fins de semana seguintes, Mean Girls angariou outros 11 939 461 dólares e encerrou o seu primeiro mês nos cinemas com 72 308 727 dólares adquiridos nas bilheterias. A exibição do filme em território americano finalizou-se em 9 de setembro, em treze cinemas, totalizando 86 050 784 dólares. Por esse valor, tornou-se o 28.º filme mais bem-sucedido no país em 2004.
No Reino Unido, Mean Girls estreou como o terceiro mais assistido, com 1 393 494 libras esterlinas arrecadadas em 366 cinemas. No final de semana subsequente, o filme alçou-se ao segundo lugar no ranking dos mais vistos — atrás apenas de Harry Potter e o Prisioneiro de Azkaban — apesar de ter apresentado um declínio de 31,8% em sua arrecadação, com 957 877 libras. Convertido em dólar o seu lucro total obtido nos cinemas britânicos é 10 092 036. Mean Girls foi o 45.º filme mais assistido pelos britânicos em 2004. Na Austrália, o filme arrecadou 2 031 886 dólares em sua estreia ao ser exibido em 193 cinemas e ficou com a terceira colocação entre os mais vistos. Em seu segundo fim de semana, foi exibido em três cinemas a mais, porém, perdeu 17,8% da bilheteria anterior, com 1 574 574 dólares adquiridos. Mean Girls encerrou a sua temporada de exibição com 6 015 724 dólares adquiridos nas bilheterias australianas, tendo sido o 31.º longa-metragem mais bem-sucedido do ano no país. Além do Reino Unido e Austrália, os únicos países em que a obra arrecadou mais de um milhão de dólares em seu fim de semana de estreia foram a Alemanha (2 448 457), Espanha (1 114 353) e França (1 051 484). Por conseguinte, ocupou o terceiro, o quito e, novamente, o quinto lugares nos rankings dos mais assistidos das respectivas nações. Somando-se as bilheterias totais desses territórios, o valor obtido é 9 531 343 dólares. Outros locais em que o filme ultrapassou a marca de um milhão em sua bilheteria total foram Rússia (2 344 753), Países Baixos (2 210 410), México (2 123 063) e Itália (1 668 360).
Em Portugal, Mean Girls estreou em segundo lugar, atrás apenas de O Dia Depois de Amanhã, com um público de 23 817 portugueses. Em seu segundo fim de semana, atraiu mais 23 282 espectadores a 26 salas de cinema e, por essa altura, havia sido visto por 47 878 pessoas no país. No Brasil, o filme registrou 52 102 ingressos vendidos em seu primeiro fim de semana. Consequentemente, estabeleceu-se como o sétimo filme que mais arrecadou nas bilheterias entre 9 e 11 de julho de 2004. Em seu segundo fim de semana, registrou vendas de 28 570 ingressos, tendo acumulado um total de 137 338 entradas comercializadas em seus primeiros quinze dias de exibição. Mundialmente, Mean Girls foi o 42.º filme mais bem-sucedido de 2004, tendo arrecadado um total de 129 042 871 dólares.

### Impacto cultural
Mean Girls, tal qual um típico filme sobre o colegial, apropriou-se de todos os elementos [desse gênero de filme] para si. E, como um atípico filme sobre colegial, não o fez somente em benefício à narrativa mas também à Sociologia [...] Combina conteúdo informacional e conteúdos sociais e emocionais. E, sendo uma sócio-sátira, [...] consegue ser vazio e rico simultaneamente.

—Megan Garber, da revista The Atlantic, a comentar sobre o impacto da obra.
Mean Girls tornou-se um êxito instantâneo, pelo que se converteu em um clássico cult dos anos 2000 e em um dos filmes mais emblemáticos de todos os tempos. Termos como "fetch", "grool", e "word vomit" ("Vômito de palavras", em português), utilizados no filme, tornaram-se expressões populares da gíria do inglês ocidental. Em 2013, por exemplo, "fetch" foi utilizado pelo perfil da Casa Branca no Twitter e, em 2015, pelo perfil da Equipe Americana dos Jogos Olímpicos no micro-blogging. Diversas cenas do filme tornaram-se fenômenos na Internet, convertendo-se em fonte inesgotável de GIFs, Tumblrs, mashups e WebSpeak. Nas palavras de Megan Garber, da revista The Atlantic, "transformou-se em um filme que também é um Meme". A personagem que mais se destacou na Internet foi Regina George, que é considerada pelos críticos um dos vilões mais notáveis dos filmes dos anos 2000. Shayla D., do Inquisitr, por exemplo, nomeou-a: "A garota malvada por excelência". No PopSugar, Laura Marie Meyers proferiu: "Em se tratando de vilões de filmes adolescentes, não há um que possa ser comparado a Regina George". Kara O'Neill, do periódico britânico Daily Mirror, compartilhou semelhante opinião, escrevendo: "Regina George é a vilã suprema dos filmes adolescentes [...] Mesmo quando a tentaram sabotar perfurando as suas roupas, ela conseguiu sair com estilo". Rafael Ciscati, da revista brasileira Época, chamou-a "o símbolo da garota desagradável". Em novembro de 2016, EJ Dickson, da Teen Vogue, comentou: "Embora se tenham passado mais de dez anos desde a estreia de Mean Girls nos cinemas, o filme ainda é lembrado. Especialmente a arquivilã Regina George, que continua a provocar temor e inveja em nossos corações". O dia 3 de outubro ficou conhecido internacionalmente como "Mean Girls Day" ("O Dia de Mean Girls", literalmente), devido a uma cena em que Aaron pergunta a Cady qual é a data.
Diversos veículos de comunicação têm atribuído o sucesso da obra à sua descrição extremamente realista sobre o colegial e às mensagens transmitidas pela obra. Scott Tobias, do The A.V. Club, relatou: "Mean Girls não se contenta em aceitar o sistema de castas [estabelecidos nos colegiais] como dado adquirido. Nas cenas mais intensas, o filme recua e leva a visão de um antropólogo ao colegial". Wesley Morris, do Boston Globe, afirmou: "Com Mean Girls, Fey claramente pretende repreender a maneira como as garotas canibalizam umas às outras — seja por garotos, ou quaisquer outros motivos — e, eventualmente, os filmes que exibem isto como algo implacável, a começar por Heathers, o êxito de 1989". Danielle Genet, do site ABC News, comentou: "Mean Girls desconstruiu as dinâmicas sociais do colegial por meio de sátira". Ao comparar o impacto provocado por Mean Girls ao produzido por Sixteen Candles e Clueless, Genet proferiu: "Cada um desses filmes marcou a ascensão das jovens garotas ao longo das décadas e deixou a sua marca na cultura. Cada um provocou impacto duradouro em seus fãs e gerou seguidores devotos. O impacto desses filmes refletiu-se também nas bilheterias. Hollywood atraiu diversas mulheres com esses filmes, que narram histórias verdadeiras e têm personagens com os quais elas se podem identificar. Eles originaram um poderoso e ágil público de garotas, que continua a constituir uma força importante nas bilheterias". Robbie Collin, do Daily Telegraph, afirmou sobre a contribuição da obra para o cinema americano: "Nos últimos anos, os inteligentes filmes americanos sobre adolescentes têm mostrado indícios de seus retornos, com Whip It, de Drew Barrymore, e Easy A, de Will Gluck, conduzindo o gênero a uma direção que nos permite supor que Kat Stratford aprovaria. Mas ambos os filmes apenas se tornaram possíveis graças a Mean Girls, de Tina Fey [...]". Julian Kimble, da revista Complex, afirmou que o filme "tornou-se a Bíblia da Geração Y". Kimble justificou a sua descrição dizendo: "Seria um eufemismo chamar clássico cult a esse filme. O fato de 'fetch' ter sido utilizado no Twitter da Casa Branca em 2013 é um testemunho de que o filme ocupa a posição de Escritura Sagrada na cultura contemporânea", e atribuiu o seu sucesso para com o público ao fato de ele "ter-se dirigido a todos os adolescentes", prosseguindo:
"A princípio, Mean Girls é um filme para garotas, mas tornou-se bem-sucedido, pois dirige-se a pessoas reais. A todas elas. Cady Heron não é uma caricatura, é alguém que se deixou influenciar pela situação, excedeu os seus próprios limites e, então, figurativamente, caiu e se queimou. Pense no primeiro contato entre Cady e Regina George, em toda a insegurança de Regina em relação à alimentação, e em sua bondade encenada. Frequentemente, nossos inimigos apresentam-se a nós sorridentes — uma lição melhor aprendida cedo. Gretchen Wieners estava assolada por dúvidas sobre si mesma e admiração confusa [...] A frágil aliança entre As Plastics dirige-se àqueles que fazem amizade com pessoas às quais é conveniente estar associado [...] Há uma hierarquia no colégio e há similar sistema de ordem social estabelecida no mundo adulto. Haverá sempre uma Regina George, mas nem todos podem ser tal qual Regina. E [...] há Janis Ian. A sua estética desafiadora e excêntrica é original, mas serve para mascarar cicatrizes provocadas por dolorosas experiências passadas. Quem não consegue identificar-se com isto? [...] Mean Girls não estava apenas a dirigir-se às garotas na plateia, mas a todos, e capturou quão complicado é ser um adolescente".
Similarmente, David Hayes, chefe de criação do Tumblr, atribuiu o êxito da obra à sua descrição "muito mais honesta sobre as experiências do colegial como elas realmente são" e descreveu-a como "um reflexo estranho da realidade", concluindo: "Até à data, nenhum outro filme sobre o colegial registrou êxito igual ao de Mean Girls nem o superou [...] Eu penso que nós podemos afirmar que Mean Girls será popular para sempre". O sucesso duradouro da obra para com o público em relação às demais do gênero foi também observado por Stacy Lamb, do Entertainment Tonight, que escreveu: "Desde Mean Girls, de 2004, os espectadores não presenciam um filme ressoar com tamanha popularidade e com tão amplo impacto cultural". Helen O'Hara, da revista Empire, por sua vez, atribuiu a sua longeva popularidade às suas "linhas inteligentes". "É um filme muito, muito inteligente, pelo que continua a ser assistido com frequência [...] Percebe-se diversas linhas inteligentes nele". Essa observação, de fato, é compartilhada por diversos meios de comunicação, entre os quais o site do telejornal E! News, cujo editor John Boone descreveu as linhas da obra como "mais emblemáticas que as de qualquer outro filme". Além das supracitadas "fetch" e "grool", notabilizaram-se entre o público e a imprensa as frases: "On Wednesdays we wear pink" ("Às quartas-feiras, nós usamos rosa", que teve ainda um impacto comportamental em parte dos jovens, visto que muitos optam por usar rosa às quartas-feiras em referencia ao filme), proferida por Karen, "Is butter a carb?" ("Manteiga é carboidrato?"), "Stop trying to make fetch happen" ("Para de tentar fazer 'fetch' popular"), e "Boo, you whore!" ("Oh, vagabunda"), todas de Regina, "You can't sit with us!" ("Não podes sentar conosco!"), de Gretchen, e "You go, Glen Coco" ("Conseguiste, Glen Coco"), de Damian. Consequentemente, essas frases estamparam diversas camisetas disponibilizadas para comercialização em lojas de varejo, como a Tarjet. Além disso, popularizaram-se entre o público as fantasias das personagens — especialmente de Regina George, que se tornou uma das mais utilizadas em 2004 —, eleitas frequentemente "boas fantasias" pelos meios de comunicação.
Mean Girls não se converteu em êxito apenas entre os jovens, mas também entre celebridades, entre as quais a cantora Mariah Carey, que incluiu a citação "Why are you so obsessed with me?" ("Por que estás demasiado obcecado(a) por mim?", em português), de Regina George, em sua canção "Obsessed" (2009) e frequentemente compartilhou citações do filme em suas redes sociais. A atriz Jennifer Lawrence, em seu discurso de agradecimento no People's Choice Award, fez referência à cena em que Cady divide a coroa de "Rainha da Primavera" com as demais garotas. Lawrence proferiu: "Eu gostaria de fazer tal qual em Mean Girls e quebrar [o troféu] e ceder-lhes [aos fãs], pois vós todos sois os responsáveis". Em 2016, despertou a atenção dos meios de comunicação o fato de um perfil de um homem chamado Aaron Samuels nas redes sociais receber diversas mensagens a "alertar-lhe" que Regina George o traía, em referência a uma das cenas da trama. O rapaz, aderindo à brincadeira, publicou um vídeo agradecendo os "avisos".
Mean Girls foi transformado também em um jogo eletrônico de quebra-cabeça, Mean Girls DS, desenvolvido para computador e Nintendo DS e lançado em 2009 pela 505 Games. O filme também rendeu uma sequela direcionada apenas à televisão, Mean Girls 2, que estreou em 2011 na ABC Family e se converteu em verdadeiro fracasso com a crítica e público. Em 2013, Tina Fey revelou estar a produzir Mean Girls: The Musical. A sua estreia foi anunciada para 31 de outubro de 2017, no Teatro Nacional de Washington, D.C..

### Reconhecimento
Mean Girls foi amplamente reconhecido como um dos melhores filmes do seu gênero, figurando em diversas listas como tal. Em 2014, foi eleito o melhor filme sobre garotas malvadas de todos os tempos por Eric Shorey, do Logo TV, que afirmou: "Mean Girls estabeleceu os padrões da intensa rivalidade feminina, e tornou-se, praticamente, a Bíblia dos adolescentes cruéis". Também ficou em primeiro lugar na lista "100 Melhores Filmes Para Adolescentes de Sempre", da revista Time Out, que atribuiu a sua decisão aos temas que a produção aborda. No catálogo de mesmo título elaborado por Robbie Collin, do Daily Telegraph, a obra foi posicionada na 21.ª colocação. Collin descreveu-a como: "Divertida, sábia, uma eterna referência e rica em observações e provocações". Garantiu novamente o pódio para si na lista "10 Filmes Clássicos dos Tempos de Liceu", da edição portuguesa da revista Elle, ao passo que o periódico americano Entertainment Weekly elegeu-o 12.º melhor filme sobre o colegial de sempre. Além disso, a produção figurou na lista "Filmes que me fizeram amar estar em uma sala de cinema em 2004", elaborada por um colunista do site português SAPO, e foi eleita um dos melhores filmes dos anos 2000 uma vez mais pela Entertainment Weekly, que declarou: "O eminentemente citável filme de 2004 continua a ser uma das mais aguçadas sátiras sobre o ginásio de sempre". Mary Grace Garis, da revista Bustle, elegeu-o o 19.º melhor filme para adolescentes dos anos 2000, escrevendo: "Não nos cansamos de assisti-lo, mesmo que pela milionésima vez", ao passo que Tabatha Leggett, do site BuzzFeed, colocou-o em sexto lugar. O periódico The A.V. Club elegeu-o o 16.º melhor filme de comédia do século XXI, descrevendo-o como "uma provocante comédia adolescente com um lado obscuro". Jason Newman, da MTV, apontou-o como o 14.º filme mais divertido do milênio.
Os êxitos comercial e crítico que Mean Girls obteve renderam-lhe diversas nomeações a prêmios ao redor do globo. Em 2004, por exemplo, a obra recebeu dez indicações ao Teen Choice Award, tendo vencido quatro delas. Quatro das dez categorias foram disputadas por Lindsay Lohan e Rachel McAdams simultaneamente. No ano seguinte, o filme foi indicado a quatro troféus no MTV Movie Awards de 2005, dos quais venceu três — incluindo duas das principais categorias, "Melhor Atriz" (Lohan) e "Melhor Revelação Feminina" (McAdams). Ao todo, a produção recebeu oito prêmios de 28 indicações. Abaixo, segue-se a lista completa de prêmios e indicações recebidos por Mean Girls:
| Ano  | Prêmio                                     | Categoria                          | Nomeação                                                       | Resultado |
| ---- | ------------------------------------------ | ---------------------------------- | -------------------------------------------------------------- | --------- |
| 2004 | Awards Circuit Community Awards            | "Melhor Roteiro Adaptado"          | Tina Fey                                                       | Nomeado   |
| 2004 | Gold Derby Awards                          | "Melhor Revelação"                 | Rachel McAdams                                                 | Nomeado   |
| 2004 | Golden Schmoes Awards                      | "Personagem Mais Sensual do Ano"   | Lindsay Lohan                                                  | Nomeado   |
| 2004 | Teen Choice Awards                         | "Melhor Mentirosa"                 | Lindsay Lohan                                                  | Nomeado   |
| 2004 | Teen Choice Awards                         | "Melhor Histeria"                  | Lindsay Lohan                                                  | Venceu    |
| 2004 | Teen Choice Awards                         | "Melhor Histeria"                  | Rachel McAdams                                                 | Nomeado   |
| 2004 | Teen Choice Awards                         | "Melhor Atriz a Ruborizar-se"      | Rachel McAdams                                                 | Nomeado   |
| 2004 | Teen Choice Awards                         | "Melhor Atriz a Ruborizar-se"      | Lindsay Lohan                                                  | Venceu    |
| 2004 | Teen Choice Awards                         | "Melhor Atriz de Filme de Comédia" | Lindsay Lohan                                                  | Venceu    |
| 2004 | Teen Choice Awards                         | "Melhor Atriz de Filme de Comédia" | Rachel McAdams                                                 | Nomeado   |
| 2004 | Teen Choice Awards                         | "Melhor Atriz Revelação"           | Lindsay Lohan                                                  | Venceu    |
| 2004 | Teen Choice Awards                         | "Melhor Atriz Revelação"           | Rachel McAdams                                                 | Nomeado   |
| 2004 | Teen Choice Awards                         | "Melhor Vilã"                      | Rachel McAdams                                                 | Nomeado   |
| 2004 | Teen Choice Awards                         | "Melhor Par Romântico"             | Lindsay Lohan e Jonathan Bennett                               | Nomeado   |
| 2004 | Teen Choice Awards                         | "Melhor Comédia"                   | Mean Girls                                                     | Nomeado   |
| 2004 | Teen Choice Awards                         | "Melhores Cenas de Luta e Ação"    | Mean Girls                                                     | Nomeado   |
| 2004 | Teen Choice Awards                         | "Ator Revelação"                   | Jonathan Bennett                                               | Nomeado   |
| 2004 | Online Film & Television Association Award | "Melhor Atriz Juvenil"             | Lindsay Lohan                                                  | Nomeado   |
| 2004 | Online Film & Television Association Award | "Melhor Primeiro Roteiro"          | Tina Fey                                                       | Nomeado   |
| 2005 | BMI Film & TV Awards                       | "Melhor Música em Filme"           | Rolfe Kent                                                     | Venceu    |
| 2005 | Broadcast Film Critics Association Awards  | "Melhor Atriz Juvenil"             | Lindsay Lohan                                                  | Nomeado   |
| 2005 | MTV Movie Awards                           | "Melhor Atriz"                     | Lindsay Lohan                                                  | Venceu    |
| 2005 | MTV Movie Awards                           | "Melhor Equipe"                    | Lindsay Lohan, Rachel McAdams, Lacey Chabert e Amanda Seyfried | Venceu    |
| 2005 | MTV Movie Awards                           | "Melhor Revelação Feminina"        | Rachel McAdams                                                 | Venceu    |
| 2005 | MTV Movie Awards                           | "Melhor Vilão"                     | Rachel McAdams                                                 | Nomeado   |
| 2005 | Nickelodeon Australian Kids' Choice Awards | "Atriz Preferida"                  | Lindsay Lohan                                                  | Nomeado   |
| 2005 | Nickelodeon Kids' Choice Awards            | "Atriz Preferida"                  | Lindsay Lohan                                                  | Nomeado   |
| 2005 | Writers Guild of America Award             | "Melhor Roteiro Adaptado"          | Tina Fey                                                       | Nomeado   |